# MTW 2500
Der als MTW 2500, Baltic CS 2500 und Aker 2500 gebaute Containerschiffstyp zählt zu den meistgebauten deutschen Baureihen im 2500-TEU-Segment.

## Einzelheiten
Der Entwurf ist ursprünglich eine Entwicklung der Lübecker Flender Werft. In den Jahren der Konzernzugehörigkeit zum Bremer Vulkan wurde der Entwurf als BV 2500 von anderen Werften innerhalb des Verbundes gebaut. Ab 1996 baute zunächst die Stralsunder Volkswerft den Schiffstyp als Baureihe VW 2500 für verschiedene deutsche Reedereien. Die MTW Schiffswerft baute ihn mit leichten Abwandlungen ab 1997 zunächst als MTW 2500, später als Baltic 2500 und noch später als weiterentwickelten Aker 2500. Basierend darauf entstanden bei der MTW die vergrößerten Typen Aker 2700 und später der Wadan 2800.

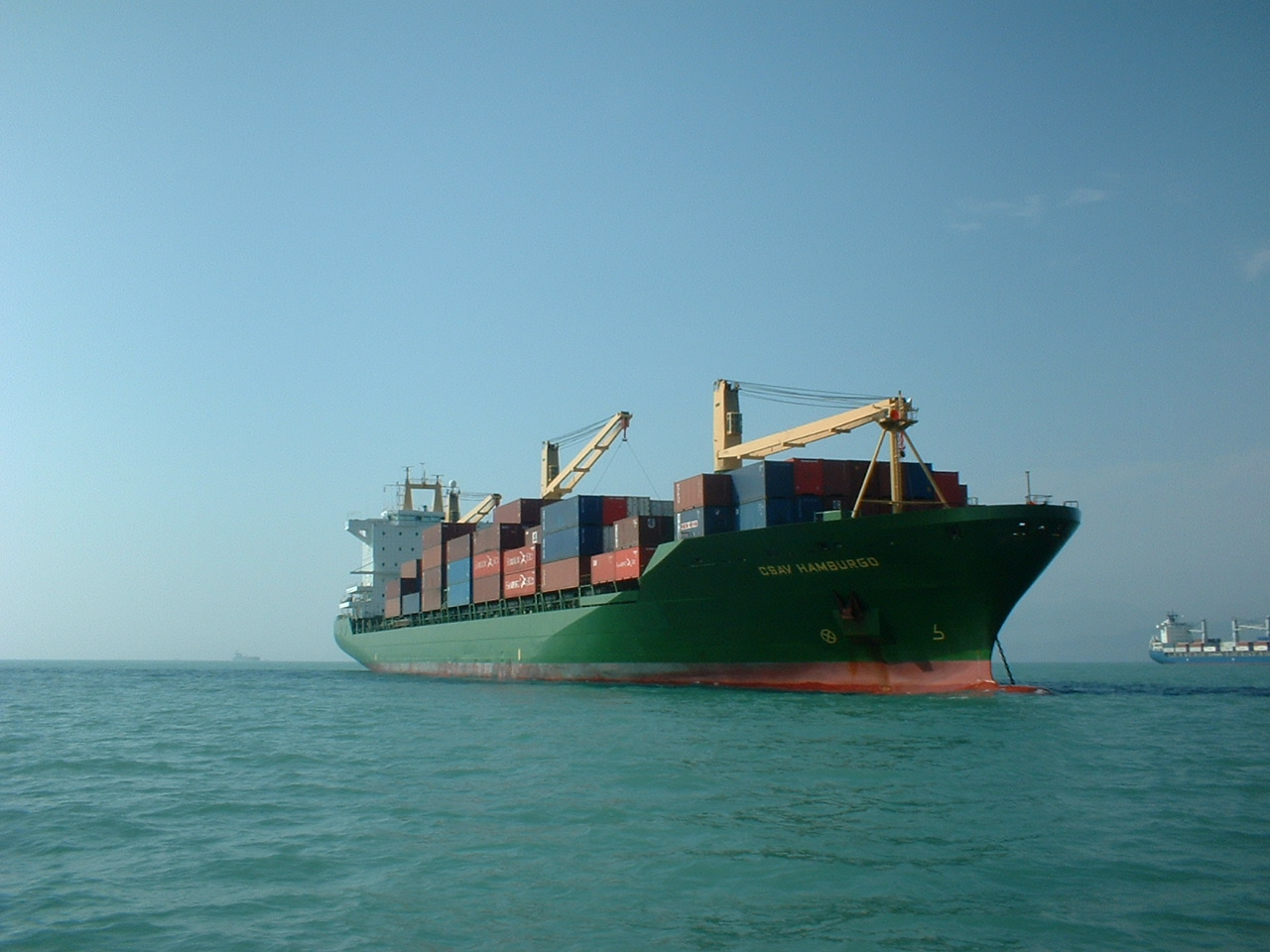
Die CSAV Hamburgo auf Reede

Die Schiffe sind als Mehrzweck-Trockenfrachtschiffe mit weit achterem Deckshaus ausgelegt. In der Hauptsache werden sie im Containertransport eingesetzt. Die Containerkapazität beträgt rund 2500 TEU, bei homogen beladenen 14-Tonnen-Containern sind es noch 1894 TEU. Die Schiffe besitzen drei Laderäume, die mit Pontonlukendeckeln verschlossen werden. Die Schiffe wurden zum Einsatz in Gebieten mit schlecht ausgebauter Hafeninfrastruktur entwickelt und sind daher mit jeweils drei mittschiffs angeordneten NMF-Kränen von je 45 Tonnen Kapazität ausgerüstet.
Ein Charakteristikum des 2500-TEU-Typs ist das Deckshaus, welches mit dem integrierten Schornsteinschacht eine Einheit bildet. Die Schiffe sind mit am Heck angeordneten Freifallrettungsbooten ausgerüstet.
Der Antrieb der Schiffe besteht aus einem Zweitakt-Dieselmotor des Herstellers Dieselmotorenwerk Rostock mit einer Leistungen von rund 17.200 kW. Der Motor wirkt direkt auf einen Festpropeller und besitzt keinen Wellengenerator. Der Motortyp ermöglicht rund 20 Knoten Dienstgeschwindigkeit und knapp 21 Knoten Höchstgeschwindigkeit. Weiterhin stehen drei Hilfsdiesel und ein Notdiesel-Generator zur Verfügung. Die An- und Ablegemanöver werden durch ein Bugstrahlruder unterstützt.

## Bauliste
| MTW-2500-Containerschiffe (Auswahl) | MTW-2500-Containerschiffe (Auswahl) | MTW-2500-Containerschiffe (Auswahl) | MTW-2500-Containerschiffe (Auswahl) | MTW-2500-Containerschiffe (Auswahl)           | MTW-2500-Containerschiffe (Auswahl) |
| Bauname                             | Bauwerft/Baunummer                  | IMO-Nummer                          | Ablieferung                         | Auftraggeber                                  | Umbenennungen und Verbleib |
| ----------------------------------- | ----------------------------------- | ----------------------------------- | ----------------------------------- | --------------------------------------------- | --- |
| Borkum Trader                       | MTW/431                             | 9138276                             | 1998                                | Reederei Hermann Buss, Leer                   | Brasil Star, Borkum Trader, Brasil Star, Borkum Trader, CSAC Hamburgo, CSAV Hamburgo, 2010 Borkum Trader, 2015 Panther                                                         |
| Anika Oltmann                       | MTW/432                             | 9138288                             | 1998                                | Schiffahrtsgesellschaft Oltmann, Stade        | Montebello, Anika Oltmann, 2006 MSC Caracas, 2013 Anika Oltmann, am 13. Dezember 2016 zum Abbruch in Alang gestrandet.                                                         |
| Juist Trader                        | MTW/433                             | 9138290                             | 1998                                | Reederei Hermann Buss, Leer                   | Cielo del Canada, 2005 CP Canada, 2006 Juist Trader, 2007 Maruba Orion, 2010 Juist Trader, 2017 Abbruch in Alang                                                               |
| Helgoland Trader                    | MTW/434                             | 9138305                             | 1998                                | Reederei Hermann Buss, Leer                   | Maersk Sao Paulo, ECL Rotterdam, 2002 Lykes Osprey, 2003 CSAV New York, 2010 Helgoland Trader, 2010 Niledutch Shenzhen, 2013 Helgoland Trader, 2016 Monemvasia, 2023 MYD Jimei |
| Baltrum Trader                      | MTW/435                             | 9138317                             | 1999                                | Reederei Hermann Buss, Leer                   | P&O Nedlloyd Fremantle, 2000 Baltrum Trader, 2007 Clan Challenger, 2009 Baltrum Trader, 2017 Xin Ou 21, 2021 LOA Peace                                                         |
| Hansa Victory                       | Aker MTW/586                        | 9217022                             | 2000                                | Hansa Shipping, Hamburg                       | 2000CSCL Xiamen, 2007 Cala Palos, 2008 Aliança Gavea, 2009 Hansa Victory, 2016 Devon Trader, 2018 TSS Neptune, 2023 Marsa Neptune                                              |
| Hansa Liberty                       | Aker MTW/566                        | 9217034                             | 2000                                | Hansa Shipping, Hamburg                       | 2000 CSCL Yantian, 2007 Hansa Liberty, 2017 SSL Delhi, 2014 Delhi, 2024 verschrottet                                                                                           |
| JPO Aquarius                        | Aker MTW/8                          | 9220316                             | 2000                                | Schiffahrtsgesellschaft Oltmann, Stade        | in Fahrt als CMA CGM Chili, 2002 Libra Buenos Aires, 2006 CMA CGM Bahia, 2012 JPO Aquarius                                                                                     |
| JPO Aries                           | Aker MTW/9                          | 9220328                             | 2001                                | Schiffahrtsgesellschaft Oltmann, Stade        | in Fahrt als TCL Challenger, TPL Challenger, 2002 Trade Rainbow, 2005 MOL Dream, 2012 JPO Aries, 2021 Aries, 2022 MSC Somya III                                                |
| APL Cairo                           | Aker MTW/10                         | 9234109                             | 2001                                |                                               | |
| APL Jeddah                          | Aker MTW/11                         | 9234111                             | 2001                                |                                               | 2003 Indamex Malabar, 2004 APL Jeddah |
| APL Pusan                           | Aker MTW/12                         | 9234123                             | 2002                                |                                               | 2002 Indamex Chesapeake, 2004 APL Pusan |
| APL Dalian                          | Aker MTW/13                         | 9234135                             | 2002                                |                                               | 2003 Indamex Dalian, 2003 APL Dalian, 2018 Mercosul Guarani, 2023 CMA CGM Guarani                                                                                              |
| P&O Nedlloyd Hunter Valley          | Aker MTW/14                         | 9235816                             | 2002                                |                                               | 2005 Buxlink, 2006 APL Jebel Ali, 2008 Buxlink |
| Cap Ferrato                         | Aker MTW/15                         | 9235828                             | 2002                                |                                               | 2006 APL Osaka, 2008 CMA CGM Pacipico, 2011 Buxcontact, 2023 Euphoria |
| Nordatlantic                        | Aker MTW/16                         | 9241451                             | 2003                                | Reederei 'Nord' Klaus E. Oldendorff, Limassol | 2003 Calapalos, 2003 Nordatlantic, 2005 Libra Niteroi, 2010 Nordatlantic, 2011 Atlantic, 2012 Niledutch Impala, 2016 Nordatlantic, 2022 MSC Sarya III                          |
| Nordpacific                         | Aker MTW/17                         | 9241463                             | 2003                                | Reederei 'Nord' Klaus E. Oldendorff, Limassol | 2003 Lykes Envoy, 2005 CP Envoy, 2005 Libra Corcovado, 2011 Corcovado, 2021 Corcovado III, 2022 MSC Corcovado III                                                              |
| Nordbaltic                          | Aker MTW/18                         | 9241475                             | 2003                                | Reederei 'Nord' Klaus E. Oldendorff, Limassol | 2003 CMA CGM Romania, 2008 Nordbaltic, 2011 Baltic, 2012 Niledutch Gemsbok, 2015 Nordbaltic, 2021 MSC Baltic III                                                               |
| Nordmed                             | Aker MTW/19                         | 9241487                             | 2003                                | Reederei 'Nord' Klaus E. Oldendorff, Limassol | 2003 CMA CGM Intensity, 2008 Nordmed, 2010 MCC Jakarta, 2012 Med, 2017 Nordmed, 2021 Snoopy, 2022 Bertie                                                                       |
| Iran Piroozi                        | Aker MTW/20                         | 9283007                             | 2003                                | IRISL, Teheran                                | 2009 Sakas, 2011 Parmis, 2013 Artabaz |
| Iran Zanjan                         | Aker MTW/21                         | 9283019                             | 18. Dezember 2003                   | IRISL, Teheran                                | 2009 Visea, 2011 Armis, 2013 Azargoun |
| Iran Fars                           | Aker MTW/22                         | 9283021                             | 2004                                | IRISL, Teheran                                | 2009 Sewak, 2011 Salis, 2012 Artenos |
| Iran Yasooj                         | Aker MTW/23                         | 9284142                             | 2004                                | IRISL, Teheran                                | 2009 Simber, 2011 Pardis, 2013 Arzin |
| Iran Ilam                           | Aker MTW/24                         | 9283033                             | 2004                                | IRISL, Teheran                                | 2008 Sepitam, 2011 Hadis, 2012 Golbon |
| Iran Ardebil                        | Aker MTW/25                         | 9284154                             | 2004                                | IRISL, Teheran                                | 2009 Sepanta, 2011 Tandis, 2013 Artam |
| Frisia Kiel                         | Aker MTW/100                        | 9302437                             | 2004                                |                                               | 2004 Cap Doukato, 2009 Frisia Kiel, 2017 HSL Portsmouth, 2022 Portsmouth |
| Frisia Lissabon                     | Aker MTW/101                        | 9299020                             | 2004                                |                                               | 2004 Cabo Prior, 2006 Cap Flinders, 2008 Frisia Lissabon, 2009 CSAV Santos, 2011 Frisia Lissabon, 2017 HSL Porto, 2023 MSC Porto III                                           |